# پولیفموس
پولیفموس (به انگلیسی: Polyphemus)، در اسطوره‌شناسی یونانی پسر پوزئیدون و توسا یکی از سیکلوپ‌ها‌ (به یونانی "Kuklops" به معنی چشم‌گِرد)، یک جانور افسانه‌ای نیمه‌انسان با جثه‌ای بزرگ و یک چشم در وسط پیشانی، که معمولاً او را هیولای یک‌چشم توصیف می‌کنند. پولیفموس اولین بار به عنوان یک غول وحشی آدمخوار در کتاب نهم منظومهٔ ادیسه ظاهر شد. جزیره‌ای که تصور می‌شود سیکلوپ‌ها در آن می‌زیستند جزئی از سیسیل است. آن‌ها در غارها زندگی می‌کردند و از هر نوع گوشت تازه (ازجمله گوشت انسان) تغذیه می‌کردند؛ گوسفند و بز نیز برای خود نگه می‌داشتند. سیکلوپ‌ها هیچ قانون و نهاد سیاسی‌ای نداشتند و هرکدامشان به‌همراه همسر و فرزندانشان در غارهای واقع در کوه‌ها می‌زیستند و با قدرت خود در آن‌جا حکومت می‌کردند. هومر، شاعر و داستان‌سرای نابینای یونانی، اظهار نداشته است که تمام سیکلوپ‌ها دارای یک چشم بوده‌اند، اما پولیفموس، بلندآوازه‌ترینِ آن‌ها، دارای یک چشم در میان پیشانی خود بوده است. نام او به معنی بلندآوازه و مشهور است.

## داستان اودیسه و پولیفموس
پولیفموس به‌خاطر نقشی که در منظومهٔ حماسی ادیسه اثر هومر دارد مشهور است، هنگامی که او اودیسئوس پهلوان یونانی را اسیر کرده بود. داستان روایت می‌کند که اودیسئوس و خدمهٔ دوازده‌گانه‌اش که در راه بازگشت به خانه از جنگ تروآ بودند، برای یافتن توشه به جزیرهٔ سیکلوپ‌ها رفتند. اودیسئوس و یارانش از جلوی غار پولیفموس رد می‌شدند و هنگامی که پولیفموس برای نگه‌داری گله‌اش بیرون از غار بود، به امید دزدیدن غذا وارد غار شدند. حس کنج‌کاوی در اودیسئوس باعث شد بخواهد ببیند سیکلوپ‌ها چه‌شکلی‌اند، بنابراین در غار مخفی شدند، تا این‌که پولیفموس بازگشت.
غروب آن روز، پولیفموس گله‌های گوسفند و بز خود را به درون غار آورد و برای محافظت از آن‌ها درِ غار را با تخته‌سنگ بزرگی مسدود کرد، اما نمی‌دانست که یونانیان درون غار پنهان شده‌اند. با دیدن هیولای یک‌چشم، اودیسئوس و یارانش از روی ترس، نهان‌گاهِ خود را ترک کردند. پولیفموس هجوم آورد و دو تا از آن‌ها را کشت و به‌عنوان شام خود بلعید و سپس به‌سرعت خوابش برد. اودیسئوس فکر کشتن پولیفموس به ذهنش رسید، اما کاملاً به این مسئله واقف بود که خود و یارانش توانایی جابه‌جایی تخته‌سنگِ دهانهٔ غار را ندارند، پس نقشه‌ای برای فرار کشید. صبح روز بعد، پولیفموس دو نفر دیگر را گرفت و به‌عنوان صبحانه خورد. او سپس تخته‌سنگ را به اندازه‌ای که فقط گوسفندها و بزها از آن رد شوند باز کرد و دوباره سنگ را به‌جای خود بازگرداند.
اودیسئوس دستور تیز کردن چماقی از جنس درخت زیتون را به افرادش داد، تا آن را بعد از تیز شدن در جایی مخفی کنند. وقتی هوا در حال تاریک شدن بود، پولیفموس بازگشت و سنگ را جابه‌جا کرد تا گله به داخل غار بازگردند. سپس دو نفر دیگر را گرفت، کشت و خام خورد. بعد از خوردن آن‌ها رو به اودیسئوس کرد و پرسید: "نام تو چیست؟" اودیسئوس جواب داد اوتیس (Outis)، که در زبان یونانی یعنی «هیچ‌کس». بعد از این ماجرا اودیسئوس به پولیفموس شرابی را که در پوست بز بود و از مارون گرفته بود پیشنهاد کرد. هنگامی که شراب را تا قطرهٔ آخر نوشید و کمی مست شد، سریع به خواب فرورفت. این زمانی بود که اودیسئوس و یارانش باید دست‌به‌کار می‌شدند. او و یارانش چماق تیزشده را بیرون آوردند و با یک ضربهٔ محکم در وسط پیشانی پولیفموس چشمش را کور کردند. پولیفموس از درد فریاد می‌کشید. فریادش به قدری بلند بود که سیکلوپ‌هایی که در آن حوالی بودند به آن‌جا آمدند تا ببینند مشکل چیست. یکی از سیکلوپ‌ها پرسید: چه کسی به تو صدمه زده، و پولیفموس فریاد زد «هیچ‌کس» (اودیسئوس به همین دلیل خود را هیچ‌کس خواند). سیکلوپ‌های دیگر که فکر می‌کردند فریادهای او به سبب مجازات خدایان است، آن‌جا را ترک کردند.
صبح روز بعد پولیفموس تخته‌سنگ را از جلوی دهانهٔ غار برداشت تا گله بیرون بروند، اما چون نابینا شده بود و می‌دانست که یونانیان سعی در فرار از غار دارند، هر حیوانی را که از در عبور می‌داد لمس می‌کرد. اودیسئوس و یارانش نیز پوست گوسفندی را بر روی دوش خود انداختند و یکی‌یکی از غار خارج شدند. آن‌ها به‌سرعت به کشتی خود بازگشتند. وقتی کشتی آمادهٔ حرکت شد، اودیسئوس به صورت طعنه‌آمیزی هویت واقعی خود را برای هیولا آشکار ساخت. وقتی پولیفموس دریافت که فریب او را خورده، شروع به پرتاب تخته‌سنگ‌هایی به طرف کشتی آن‌ها کرد. وقتی اودیسئوس با موفقیت از آن‌جا گریخت، پولیفموس از پدر خود درخواست کرد تا اودیسئوس را نفرین کند و چنین شد که تا انتهای سفر اودیسئوس، پوزئیدون با او دشمن شد.
پولیفموس همچنین نام یکی از آرگونوت‌ها و افسانهٔ یاسون برای پیدا کردن پشم زرین است، اما هیچ ربطی به پولیفموس سیکلوپ ندارد.